# Die ideale Frau
Die ideale Frau ist ein deutscher Spielfilm aus dem Jahr 1959 von Josef von Báky. Das Drehbuch verfassten Walter Forster und Joachim Wedekind unter der Mitarbeit von Hildegard Brücher. Die Hauptrollen sind mit Ruth Leuwerik, Martin Benrath und Boy Gobert besetzt. Seine Uraufführung erlebte das Werk am 25. August 1959. 

## Handlung
Die Juristin Fanny Becker füllt mit großem Erfolg das Bürgermeisteramt der Stadt Rosenburg aus. Mit dem Ableben der letzten Eigentümerin des gleichnamigen Schlosses geht das einstmals so prächtige, inzwischen aber heruntergekommene Bauwerk in den Besitz der Stadt über. Fanny Becker will es wieder herrichten und zu einem Festspielhaus ausbauen lassen; Oppositionsführer Axel Jungk hingegen zeigt dafür keinerlei Verständnis. Er und seine Mitstreiter würden das Schloss lieber an ein Industrieunternehmen verkaufen, um mit dem Erlös die Stadtkasse aufzufüllen. Solche Differenzen wären ja nichts Besonderes, wenn die Streithähne Becker und Jungk nicht ein Paar wären. So geht die Auseinandersetzung des Nachts im Schlafzimmer weiter.
Als die Bürgermeisterin dem städtischen Kindergarten einen Besuch abstattet, wird sie mit Mumps angesteckt. Es dauert auch nicht lange, bis ihr Lebensgefährte von derselben (Kinder-)Krankheit befallen ist. Der Arzt verordnet den beiden eine Erholungskur, die sie an der Côte d’Azur verbringen. In Monte-Carlo schließen sie heimlich den Bund fürs Leben, und nun wollen sie hier auch gleich noch ihre Flitterwochen verbringen.
Doch Fanny ist zu sehr in ihrem Beruf verhaftet, sodass sie nie ganz abschalten kann. Als sie nämlich auf einem Plakat liest, der weltberühmte Dirigent Jaroslaw Martini gebe hier ein Konzert, setzt sie sich gleich mit ihm in Verbindung, um ihn auch für ein Konzert in Rosenburg zu gewinnen. Kaum ist die Aufführung beendet, schickt sie ihren Mann zurück ins Hotel, um allein noch eine Weile mit dem Künstler zu plaudern. Aber mit der kleinen Weile ist es nicht getan: Die Treffen mit Martini häufen sich, auch eine Fahrt in dessen Motorjacht lässt sich Fanny nicht entgehen. Auf ihren Mann wirkt das Ganze wie ein heftiger Flirt.
Wieder zurück in Rosenburg, gibt sich Fanny alle Mühe, bei ihrem Gatten um Verständnis zu werben. Weil aber inzwischen der in Rosenburg eingetroffene Kapellmeister unverhüllt seine Fühler nach der Bürgermeisterin ausstreckt, platzt Axel fast vor Wut. Auf nur 15 Monate Ehe folgt die Scheidung.
Mit einem geschickt eingefädelten Trick glaubt Fanny, die Mehrheit des Stadtrates für ihre Musikwochen im Schloss gesichert zu haben. Aber auf einmal fehlt eine einzige Stimme. Daraufhin entbrennt eine hitzige Debatte. Mit einem Schlag wird diese von Axel Jungk beendet, indem er zur Überraschung aller plötzlich für den Plan der Bürgermeisterin votiert. Als dann auch noch das Geheimnis der heimlichen Ehe publik wird, steigert sich bei Axels Fraktionskollegen die Entrüstung zum Siedepunkt. Verheiratete, nahe Verwandte und Verschwägerte dürfen nämlich nach der Gemeindeordnung nicht demselben Parlament angehören. 
Nachdem sich das Paar wieder versöhnt hat, wird die zweite Eheschließung geplant.

## Produktionsnotizen
Die Außenaufnahmen entstanden in der niederbayerischen Stadt Landshut, auf der nahegelegenen Burg Trausnitz und in Monte Carlo, die Innenaufnahmen in den Studios der Bavaria Film in Geiselgasteig. Die Bauten wurden von dem Filmarchitekten Fritz Maurischat geschaffen. Margot Schönberger steuerte die Kostüme bei.

## Kritik
Das Lexikon des internationalen Films hält nicht viel von dem Streifen: „Ruth Leuwerik bemüht sich, den belanglosen Stoff zur Komödie zu ziehen, auf die Dauer aber setzt sich der Verwechslungsschwank durch.“

## Quelle
- Programm zum Film: Illustrierte Film-Bühne, Vereinigte Verlagsgesellschaften Franke & Co. KG, München 2, Nummer 04900